# Monroe Beardsley
Monroe Curtis Beardsley (10 de diciembre de 1915-18 de septiembre de 1985) fue un filósofo estadounidense. Dedicado principalmente al campo de la estética, fue elegido presidente de la Sociedad Americana de Estética en 1956. Escribió un texto introductorio sobre la estética y editó una antología de la filosofía. Entre los críticos literarios, Beardsley es conocido por dos ensayos escritos con W.K. Wimsatt, La Falacia intencional y La Falacia afectiva, ambos textos clave de la Nueva Crítica. Sus obras también incluyen: La lógica práctica (1950), Estética (1958) y Estética: Una breve historia (1966).